# Cusset

Cusset este o comună în departamentul Allier din centrul Franței. În 1 ianuarie 2022 avea o populație de 13.329 de locuitori.